# 久玉清人
久玉 清人（くだま きよと、1946年 - 2014年6月11日）は、鹿児島県出身の元アマチュア野球選手（投手）。

## 経歴
加世田高等学校から防衛大学校に進学。神奈川五大学野球リーグでは優勝に届かなかったが、1968年春秋季リーグでは連続して3位となり、秋は首位打者。同年の明治維新百年記念明治神宮野球大会に神奈川五大学選抜チームの一員として出場。1回戦で先発、片岡建につなぐが、関西六大学選抜に敗退した。
卒業後は丸善石油に入社、都市対抗などの常連として活躍する。1970年の産業対抗では、黒沢浪男（日本石油から補強）らと強力投手陣を組む。準々決勝でクラレ岡山に完投勝利。三協精機との決勝では、延長10回裏に秋元国武（日本石油から補強）が会田照夫からサヨナラ2点本塁打を放ち優勝を飾る。同大会の優秀選手賞を獲得。1971年の都市対抗はエースとして決勝に進出。新日鐵広畑の山中正竹（住友金属から補強）、三沢淳の継投に抑えられ敗退するが、同大会の久慈賞を獲得した。同年の社会人ベストナイン（投手）に選出され、第9回アジア野球選手権大会日本代表となる。1973年の都市対抗は古賀正明との継投で準々決勝に進み、日立製作所の佐藤博と投げ合うが惜敗。同年の第10回アジア野球選手権大会、インターコンチネンタルカップでも日本代表に選出されている。
現役引退後は社業に戻り、コスモ石油取締役などを歴任した。